# Tempelj Bái Đính
Tempelj Bái Đính (vietnamsko Chùa Bái Đính, Chữ Hán: 沛嵿寺) ali duhovni in kulturni kompleks templja Bái Đính je kompleks budističnih templjev na gori Bái Đính v okrožju Gia Viễn, provinca Ninh Bình, Vietnam. Kompleks je sestavljen iz prvotnega starega templja in na novo ustvarjenega večjega templja. Velja za največji kompleks budističnih templjev v Vietnamu in je postal priljubljen kraj za budistična romanja iz celega Vietnama.
Tempelj Bái Đính je skupaj s stolnico Phát Diệm, starodavno prestolnico Hoa Lư, Tam Cốc-Bích Động, Tràng An, Cúc Phương znana turistična atrakcija province Ninh Bình.

## Zgodovina
Pred več kot 1000 leti so bile v prestolnici Hoa Lư (Ninh Bình) tri zaporedne kraljeve dinastije: Đinh, Tiền Lê in Lý. Te tri fevdalne dinastije so se zelo zanimale za budizem in so imele budizem za državno vero; zato je v Ninh Bìnhu veliko starodavnih pagod, vključno s pagodo Bái Đính, na gorovju Trang An.
Tempeljski kompleks Bái Đính je sestavljen iz stare in nove pagode, zgrajene leta 2003. Kompleks stoji na pobočju gore, med prostranimi dolinami jezer in skalnatih gora, na zahodnem prehodu v starodavno prestolnico Hoa Lư. Nova tempeljska arhitektura je monumentalna, masivna, a prežeta s tradicionalno identiteto. Zato je kmalu postala priljubljena destinacija. Tisk je območje Bái Đính počastil kot največji tempeljski kompleks v jugovzhodni Aziji (vendar je po Guinnessovi knjigi rekordov največji tempelj na svetu in jugovzhodni Aziji Borobudur v Indoneziji).

## Stari tempelj
Starodavni tempelj Bái Đính (Bái Đính cổ tự) stoji v vznožju hribov, približno 800 metrov od območja nove pagode. To območje templja je obrnjeno proti zahodu in je blizu vrha dokaj mirnega gorskega območja. Sestavljeno je iz sprednje hiše na sredini, zavije na desno kjer je jutranja jama za čaščenje Bude, nato do templja boga Cao Son na koncu, zadnja vrata jame so svetla; levo, kjer je tempelj svetega Nguyena in nato temna jama, se časti mater in vilo. Ta kraj je v deželi, ki v celoti združuje elemente človeškega genija po vietnamskem ljudskem konceptu, ki je dežela rojstva kralja, rojstva svetnika, rojstva Boga. Leta 1997 je bila pagoda priznana kot nacionalna zgodovinsko-kulturno-revolucionarna relikvija. Čeprav ima območje pagod zgodovino vse do dinastije Dinh s templjem Cao Son na zahodu mesta Hoa Lư, ima starodavna pagoda Bái Đính številne arhitekturne podrobnosti in starine, ki nosijo drzen odtis dinastije Lý.
Stari tempelj sestavljajo:
- Svetla jama, temna jama (Hang sáng, động tối)
- Tempelj svetega Nguyễna (Đền thờ thánh Nguyễn)
- Tempelj boga Cao Sơn (Đền thờ thần Cao Sơn)
- Žadast vodnjak ( Giếng ngọc)

### Zgodovinski dogodki
Ime pagoda Bái Đính pomeni »proti gori Đính«, kraju, kjer so se zgodili junaški dogodki v vietnamski zgodovini. Gora pagode Bái Đính je kraj, kjer je Dinh Tien Hoang De postavil oltar za molitev za lepo vreme in dež, pozneje pa jo je kralj Quang Trung izbral za izvedbo obreda žrtvovanja zastave, da bi spodbudil vojake pred odhodom v Thang Long uničiti vojsko dinastije Čin. V 16. stoletju je bila gora Đính prizorišče spora med dvema fevdalnima skupinama Le - Trinh in dinastijo Mac, ko je vlada Mac nadzorovala le ozemlje od Ninh Bình.

## Nov kompleks
Novi tempelj Bai Đính (Bái Đính Tân Tự) obsega območje 700 hektarjev v hribih Ba Rau, blizu reke Hoàng Long. To je velik kompleks, ki vključuje številne strukture, zgrajene v več fazah, ki so se začele graditi leta 2003 in končno dokončale leta 2010. Arhitektura templja sledi tradicionalnim linijam, sestavljena iz velikih dvoran, dvorišč in ograjenih prostorov. Zaradi ogromnega obsega Bai Đínha se presenetljivo razlikuje od prej zgrajenih vietnamskih budističnih pagod. Največja stavba, dvorana Tam Thế, se na svojem strešnem grebenu dviga do 34 m visoko in meri več kot 59 m v dolžino. Gradbeni materiali vključujejo lokalno pridobljen kamen in les iz Ninh Bìnha ter ploščice iz Bát Trànga (zaradi obsega gradnje je bil uporabljen tudi armirani beton). Tempelj se drži tradicionalne vietnamske estetike oblikovanja s svojimi ukrivljenimi zaključki in vogalnimi napušči, ki se dvigajo navzven in navzgor ter spominjajo na feniksov rep. Za notranjost so bila izbrana obrtniška dela iz lokalnih rokodelskih vasi, z bronastimi skulpturami iz Ý Yêna, kamnitimi rezbarijami iz Ninh Vana, lesenim mizarstvom iz Phú Lộca in vezeninami iz Ninh Hảija.
Kar zadeva postavitev glavnih arhitektur, kot so vrata Tam Quan, zvonik, palača Quan Am, sporočilo Phap Chu, palača Tam, je višina strehe 16,5 m, 22 m, 14,8 m, 30 m, 34 m, notranja površina je 560 m², 225 m², 730 m², 2060 m² in 2370 m².
Kar zadeva predmete češčenja, vrata Tam Čuan z dvema kipoma zaščitnikov Dharme v bronu, visoka 5,5 m, težka 12 ton in 8 diamantnih kipov. Koridor arhatov je sestavljen iz 234 predelkov, povezanih z obema koncema Tam Quan, z dolžino 1052 m in naklonom tal, ki se postopoma dviguje glede na naklon pobočja, kjer je 500 kipov arhatov iz monolitnega zelenega kamna Ninh Binh do višine 2,5 metra, tehtajo približno 4 tone. Vsak arhat ima drugačen videz za opis zemeljskega življenja. Zvonik ima 3 strehe, vsaka streha ima 8 strešin skupaj, skupaj 24 streh s 24 ukrivljenimi rezili, v notranjosti visi 36-tonski zvon, ki je prejel rekordni certifikat: »Dai Hong Chung« je največji v Vietnamu«. Pod tem bronastim zvonom je velik bronast boben, težak 70 ton, ki leži na dnu zvonika, zvon pagode Bái Đính pa odmeva daleč in prikazuje Budovo univerzalno odrešitev tamkajšnjih čutečih bitij.
Glavna dvorana je kraj za čaščenje Bude. Palača Quan Am je sestavljena iz 7 predelkov s sredino dvorane, kjer je postavljen kip bodhisatve Avalokitešvara s tisočerimi rokami in očmi, ki predstavlja univerzalno odrešenje in odrešenje vseh čutečih bitij na svetu. Kip Bude, ulit iz brona, tehta 80 ton in visok 9,57 m, je priznan kot največji bronasti kip bodhisatve Avalokitešvara v Vietnamu. Palača Phap Chu ima 5 predelkov, sredi katerega je bronast kip Bude Phap Chuja, visok 10 m, težak 100 ton.

## Festival templja Bái Đính
Tempelj Bái Đính gosti velik spomladanski festival, ki poteka od popoldneva 1. luninega novega leta, začne se na 6. dan prvega lunarnega meseca, in pritegne ogromno ljudi. Budistični obredi se izvajajo v novem templju v povezavi s tradicionalnimi obredi iz starega templja.
Festival je sestavljen iz dveh delov. Obred vključuje obrede sežiganja kadila za čaščenje Bude, spominjanje zaslug svetega Nguyen Minh Khonga, žrtvovanje bogu Cao Sonu in čaščenje svete matere Thuong Ngan. Začne se s procesijo od območja starega templja do območja novega templja. Del festivala vključuje ljudske igre, obisk jam, obisk pagod, uživanje v umetnosti petja Čeo, dežela Šam starodavne prestolnice.

## Galerija
- Vhodna vrata s tremi portali
- Dvorana Pháp Chủ, posvečena čaščenju Gautame Bude
- Množice, ki se zbirajo za festival ob vhodu v stari tempelj
- Budai kot Maitreja Buda
- 36-tonski bronasti zvon v zvoniku
- Budistični varuhi